# Can't Get You Out of My Head
"Can't Get You Out of My Head" là một bài hát của nghệ sĩ thu âm người Úc Kylie Minogue nằm trong album phòng thu thứ tám của cô, Fever (2001). Nó được phát hành ở Úc bởi Parlophone Records vào ngày 8 tháng 9 năm 2001 như là đĩa đơn đầu tiên trích từ album, cũng như ở Vương quốc Anh vào ngày 17 tháng 9 năm 2001 và ở Hoa Kỳ vào ngày 18 tháng 2 năm 2002. Bài hát cũng xuất hiện trong nhiều album tuyển tập của Minogue, bao gồm Ultimate Kylie (2004) và The Best of Kylie Minogue (2012). Được viết lời và sản xuất bởi Cathy Dennis và Rob Davis, "Can't Get You Out of My Head" là một bản midtempo dance-pop với nội dung thể hiện sự ám ảnh của một người phụ nữ đối với người yêu của cô. Bài hát đã trở nên nổi tiếng với đoạn hook "la la la".
Sau khi phát hành, "Can't Get You Out of My Head" nhận được những phản ứng tích cực từ các nhà phê bình âm nhạc, trong đó họ đánh giá cao giai điệu bắt tai và thích hợp với những câu lạc bộ của nó. Bài hát cũng gặt hái những thành công ngoài sức tưởng tượng về mặt thương mại, đứng đầu các bảng xếp hạng ở hơn 40 quốc gia, bao gồm nhiều thị trường lớn như Úc và New Zealand, cũng như mọi quốc gia châu Âu (ngoại trừ Phần Lan). Tại Hoa Kỳ, "Can't Get You Out of My Head" đạt vị trí thứ bảy trên bảng xếp hạng Billboard Hot 100, trở thành đĩa đơn thứ hai trong sự nghiệp của Minogue lọt vào top 10 tại đây, và được chứng nhận đĩa Vàng từ Hiệp hội Công nghiệp ghi âm Mỹ (RIAA). Tính đến nay, nó đã bán được hơn năm triệu bản trên toàn cầu, trở thành một trong những đĩa đơn bán chạy nhất mọi thời đại.
Video ca nhạc cho "Can't Get You Out of My Head" được đạo diễn bởi Dawn Shadforth, trong đó Minogue và những vũ công của cô trình diễn bài hát ở nhiều bối cảnh khác nhau mang phong cách tương lai. Nó đã nhận được hai đề cử tại giải Video âm nhạc của MTV năm 2002 cho Video Dance xuất sắc nhất và Video có vũ đạo xuất sắc nhất, và chiến thắng giải sau, cũng như bộ váy liền trùm đầu của Minogue trong video đã trở thành một trong những trang phục biểu tượng trong sự nghiệp của nữ ca sĩ. Để quảng bá bài hát, nữ ca sĩ đã trình diễn "Can't Get You Out of My Head" trên nhiều chương trình truyền hình và lễ trao giải lớn, bao gồm Saturday Night Live, Top of the Pops, giải Âm nhạc châu Âu của MTV năm 2001 và giải Brit năm 2002, cũng như trong tất cả những chuyến lưu diễn của cô kể từ khi phát hành, ngoại trừ Anti Tour (2012).
Được ghi nhận là bài hát trứ danh của Minogue, "Can't Get You Out of My Head" đánh dấu bước ngoặt quan trọng cho sự nghiệp âm nhạc của cô. Nó đã lọt vào danh sách những bài hát xuất sắc nhất thập niên bởi nhiều tổ chức và ấn phẩm âm nhạc, như Rolling Stone, The Guardian, và NME. Đây cũng được xem là bước đột phá thương mại mạnh mẽ nhất của Minogue ở Hoa Kỳ, và góp phần cho thành công của Fever tại đây. Bài hát đã được hát lại và sử dụng làm nhạc mẫu bởi rất nhiều nghệ sĩ, bao gồm Coldplay, The Flaming Lips, Kelly Clarkson và Madonna. Năm 2012, nó đã được thu âm lại cho album tuyển tập mang phong cách giao hưởng của Minogue, The Abbey Road Sessions.

## Danh sách bài hát
Đĩa CD #1 tại châu Âu
1. "Can't Get You Out of My Head" – 3:50
2. "Boy" – 3:47

Đĩa CD #2 tại châu Âu và Anh quốc
1. "Can't Get You Out Of My Head" - 3:50
2. "Can't Get You Out Of My Head" (K & M's Mindprint phối) - 6:34
3. "Can't Get You Out Of My Head" (Plastika phối) - 9:26

Đĩa CD #1 tại Anh quốc
1. "Can't Get You Out of My Head" – 3:50
2. "Boy" – 3:47
3. "Rendezvous at Sunset" – 3:23
4. "Can't Get You Out of My Head" (video ca nhạc) – 3:50

## Xếp hạng
| Bảng xếp hạng (2001-02)               | Vị trí cao nhất |
| ------------------------------------- | --------------- |
| Úc (ARIA)                             | 1               |
| Áo (Ö3 Austria Top 40)                | 1               |
| Bỉ (Ultratop 50 Flanders)             | 1               |
| Bỉ (Ultratop 50 Wallonia)             | 1               |
| Brazil (ABPD)                         | 1               |
| Đan Mạch (Tracklisten)                | 1               |
| Châu Âu (European Hot 100 Singles)    | 1               |
| Phần Lan (Suomen virallinen lista)    | 5               |
| Pháp (SNEP)                           | 1               |
| Đức (Official German Charts)          | 1               |
| Hy Lạp (IFPI Greece)                  | 1               |
| Ireland (IRMA)                        | 1               |
| Ý (FIMI)                              | 1               |
| Hà Lan (Dutch Top 40)                 | 1               |
| Hà Lan (Single Top 100)               | 1               |
| New Zealand (Recorded Music NZ)       | 1               |
| Na Uy (VG-lista)                      | 1               |
| Ba Lan (Polish Singles Chart)         | 1               |
| Bồ Đào Nha (Portuguese Singles Chart) | 1               |
| Romania (Romanian Top 100)            | 1               |
| Scotland (OCC)                        | 1               |
| Tây Ban Nha (PROMUSICAE)              | 1               |
| Thụy Điển (Sverigetopplistan)         | 1               |
| Thụy Sĩ (Schweizer Hitparade)         | 1               |
| Anh Quốc (OCC)                        | 1               |
| Hoa Kỳ Billboard Hot 100              | 7               |
| Hoa Kỳ Adult Pop Airplay (Billboard)  | 23              |
| Hoa Kỳ Dance Club Songs (Billboard)   | 1               |
| Hoa Kỳ Pop Airplay (Billboard)        | 3               |
| Hoa Kỳ Rhythmic (Billboard)           | 9               |

| Bảng xếp hạng                        | Vị trí |
| ------------------------------------ | ------ |
| UK Singles (Official Charts Company) | 149    |

| Bảng xếp hạng (2001)                 | Vị trí |
| ------------------------------------ | ------ |
| Australia (ARIA)                     | 3      |
| Austria (Ö3 Austria Top 75)          | 1      |
| Belgium (Ultratop 50 Flanders)       | 8      |
| Belgium (Ultratop 40 Wallonia)       | 7      |
| Denmark (Tracklisten)                | 2      |
| Europe (European Hot 100 Singles)    | 2      |
| Finland (Suomen virallinen lista)    | 22     |
| France (SNEP)                        | 8      |
| Germany (Official German Charts)     | 4      |
| Ireland (IRMA)                       | 7      |
| Italy (FIMI)                         | 1      |
| Netherlands (Dutch Top 40)           | 5      |
| Netherlands (Single Top 100)         | 2      |
| New Zealand (Recorded Music NZ)      | 45     |
| Norway Autumn Period (VG-lista)      | 1      |
| Romania (Romanian Top 100)           | 1      |
| Sweden (Sverigetopplistan)           | 4      |
| Switzerland (Schweizer Hitparade)    | 1      |
| UK Singles (Official Charts Company) | 3      |
| Bảng xếp hạng (2002)                 | Vị trí |
| Austria (Ö3 Austria Top 75)          | 50     |
| Europe (European Hot 100 Singles)    | 11     |
| France (SNEP)                        | 36     |
| Japan (Tokyo Hot 100)                | 50     |
| Netherlands (Dutch Top 40)           | 156    |
| Norway Winter Period (VG-lista)      | 14     |
| Switzerland (Schweizer Hitparade)    | 26     |
| US Billboard Hot 100                 | 45     |

| Bảng xếp hạng (2000-09)              | Vị trí |
| ------------------------------------ | ------ |
| Australia (ARIA)                     | 58     |
| France (SNEP)                        | 17     |
| Germany (Official German Charts)     | 67     |
| Netherlands (Dutch Top 40)           | 54     |
| Netherlands (Single Top 100)         | 15     |
| UK Singles (Official Charts Company) | 7      |

## Chứng nhận
| Quốc gia                                                                           | Chứng nhận  | Số đơn vị/doanh số chứng nhận |
| ---------------------------------------------------------------------------------- | ----------- | ----------------------------- |
| Úc (ARIA)                                                                          | 3× Bạch kim | 210.000^                      |
| Áo (IFPI Áo)                                                                       | Bạch kim    | 40.000*                       |
| Bỉ (BEA)                                                                           | 2× Bạch kim | 100.000*                      |
| Pháp (SNEP)                                                                        | Bạch kim    | 918,000                       |
| Đức (BVMI)                                                                         | Bạch kim    | 500.000^                      |
| Hy Lạp (IFPI Hy Lạp)                                                               | Bạch kim    | 20.000^                       |
| Hà Lan (NVPI)                                                                      | Bạch kim    | 60.000^                       |
| New Zealand (RMNZ)                                                                 | Vàng        | 5.000*                        |
| Na Uy (IFPI)                                                                       | Bạch kim    | 10.000*                       |
| South Africa (RiSA)                                                                | Bạch kim    | 50,000^                       |
| Thụy Điển (GLF)                                                                    | Bạch kim    | 30.000^                       |
| Thụy Sĩ (IFPI)                                                                     | Bạch kim    | 40.000^                       |
| Anh Quốc (BPI)                                                                     | 2× Bạch kim | 1,200,000                     |
| Hoa Kỳ (RIAA)                                                                      | Vàng        | 531,000                       |
| * Chứng nhận dựa theo doanh số tiêu thụ. ^ Chứng nhận dựa theo doanh số nhập hàng. |             |                               |